# 織田東禹
織田 東禹（おだ とうう、1873年（明治6年）9月20日 - 1933年（昭和8年）5月24日）は、明治時代から昭和時代にかけての洋画家、石版画家。

## 略歴
東京に織田信徳の次男として生まれる。本名は明（さとし）。弟に織田一磨がいる。金子政次郎に石版画を学び、後に大阪に移り、大阪毎日新聞社に入社した。これ以降大阪に住み美術界の重鎮として、文展、帝展、院展において入選を果たした。1904年の日露戦争に際し従軍画家となった。また、勧業博覧会工芸部の審査員を務めた。享年61。

## 作品
- 「コロボックルの村」水彩画 明治40年（1907年）
- 「舟大工（堀切付近）」 水彩画 明治41年（1908年）